# Bruce & Bongo
Bruce & Bongo è un duo musicale britannico attivo negli anni ottanta, composto da Bruce Hammond Earlam (13 gennaio 1955) e Douglas Wilgrove (19 marzo 1955).

## Carriera
Il duo è conosciuto per la hit internazionale del 1986 Geil, che riprendeva la melodia del brano Rock Me Amadeus del cantante austriaco Falco. Il singolo si piazza in prima posizione nelle classifiche tedesche e austriache e vi rimane per oltre 3 mesi. Nei paesi di lingua tedesca il singolo provoca una serie di reazioni da parte di diversi settori della società a causa del suo linguaggio ritenuto osceno. Il brano infatti gioca sui significati che in tedesco ha il termine geil, che può voler dire più cose: divertente, cool (eccezionale, sfacciato) e sexy. Per un certo periodo il brano venne messo all'indice dal governo tedesco. Il singolo viene scritto dai due autori mentre sono militari della British Army stazionati in Germania.
In seguito, nonostante i buoni risultati di vendita del successivo singolo Heigh-Ho (Whistle While You Work), conosciuto anche come Hi Ho (in vetta alla hit parade in Austria), Bruce and Bongo non hanno mai ripetuto quel successo e vengono dunque ricordati come un gruppo one-hit wonder. Il singolo è uno dei tre estratti dell'album The Geil Album (gli altri sono appunto Geil e French Foreign Legion) che vendette comunque 500 000 copie. Anche Hi Ho era ricco di campioni, in particolare presi dal brano, che è stato cantato dai Sette Nani nel film della Disney Biancaneve e i sette nani.